# Azerbejdżańska Encyklopedia Radziecka
Azerbejdżańska Encyklopedia Radziecka (azer. Азәрбајҹан Совет Енсиклопедијасы; АСЕ, Azərbaycan Sovet Ensiklopediyası, ASE) – najstarsza encyklopedia uniwersalna w języku azerbejdżańskim i zarazem największy projekt encyklopedyczny zrealizowany w Azerbejdżanie pod egidą Akademii Nauk Azerbejdżańskiej SRR. Encyklopedia liczy łącznie 10 tomów i zapisana jest cyrylicą. Wydrukowano specjalny tom poświęcony Azerbejdżańskiej Socjalistycznej Republice Radzieckiej, ale nigdy go nie opublikowano. Azerbejdżańska Encyklopedia Radziecka była wydawana w Baku w latach 1976–1987. Encyklopedię redagowali Cəmil Quliyev i Rəsul Rza.